# Kreisau-kredsen
Kreisau-kredsen (tysk: der Kreisauer Kreis) var det navn som det tysk-nazistiske sikkerhedspoliti Gestapo gav en gruppe tyske modstandere af det nationalsocialistiske regime under anden verdenskrig. Gruppen blev knust efter det mislykkedes 20. juli-attentatet i 1944. Den var blevet dannet i begyndelsen af 1940, da Helmuth James von Moltke og Peter Graf Yorck von Wartenburg, som begge havde været aktive i kritisk indstillede grupper overfor Nazityskland, begyndte at arbejde sammen.
Baggrunden for navnet var, at gruppen opstod på Helmuth James von Moltke gods i Kreisau i Schlesien. Kreisauerkredsen er en af de vigtigste modstandsgrupper mod nazismen i Tyskland.

## Medlemmer
Gruppen kan deles i:
- Den adelige gruppe: Helmuth James von Moltke, Peter Graf Yorck von Wartenburg, Hans Bernd von Haeften, Trott, Horst von Einsiedel, Ulrich Wilhelm Schwerin von Schwanenfeld, Ulrich von Hassell
- Den socialistiske gruppe: Adolf Reichwein, Carlo Mierendorff, Julius Leber, Wilhelm Leuschner, Theodor Haubach
- Den protestantiske gruppe: Harald Poelchau, Eugen Gerstenmaier, Theodor Steltzer
- Den katolske gruppe: Alfred Delp, Augustin Rösch, Lothar König, Hans Lukaschek, Paulus van Husen, Hans Peters